# Нижне-Волжский край
Нижне-Волжский край — административная единица РСФСР, существовавшая с 21 мая 1928 года по 10 января 1934 года. С 21 мая по 11 июня 1928 года имела статус области с названием Нижне-Волжская область.

## История
21 мая 1928 года при административной реформе в Советском Союзе из Астраханской, Саратовской, Сталинградской губерний, Калмыцкой автономной области и части Пугачёвского уезда Самарской губернии была создана Нижне-Волжская область.
11 июня 1928 года она была переименована в Нижне-Волжский край. Административным центром края с 1928 года по 1932 год являлся Саратов, с 10 января 1932 года по 1934 год — Сталинград.
28 июня 1928 года в состав Нижне-Волжского края включена АССР Немцев Поволжья.
23 июля 1928 года постановлением ВЦИК утверждена административно-территориальная структура, включавшая в себя 8 округов, 76 районов (без учёта районов АССР Немцев Поволжья, Калмыцкой автономной области) и четырёх городов, непосредственно подчинённых крайисполкому: Саратова, Сталинграда, Вольска и Астрахани:
| Название             | Центр      |
| -------------------- | ---------- |
| Астраханский округ   | Астрахань  |
| Балашовский округ    | Балашов    |
| Вольский округ       | Вольск     |
| Камышинский округ    | Камышин    |
| Пугачёвский округ    | Пугачёв    |
| Саратовский округ.   | Саратов    |
| Сталинградский округ | Сталинград |
| Хопёрский округ      | Урюпинск   |
| АССР Немцев Поволжья | Энгельс    |
| Калмыцкая АО         | Элиста     |

Постановлением ЦИК и СНК СССР от 23 июля 1930 года округа были упразднены на всей территории СССР — край стал делиться на районы.
1 апреля 1932 года ВЦИК постановил «перечислить по Нижне-волжскому краю Ягодно-полянский район в существующих границах в состав АССР Немцев Поволжья».
10 января 1934 года Нижне-Волжский край был разделён на Саратовский и Сталинградский края.

## География
В 1932 году Нижне-Волжский край на севере граничил со Средневолжским краем, на западе — с Северо-Кавказским краем и Центрально-Чернозёмной областью, на востоке — с Казахской АССР, на юге — с Дагестанской АССР.
Общая площадь территории края составляла более 333,9 тыс. км² (по данным 1930 года). Население составляло 5,7 млн человек (по данным 1932 года).